# Donni Schoenemond
Donni Schoenemond (* 1984 als Dominik Alexander Meeth in Wittlich) ist ein in Mannheim lebender deutscher Filmemacher, Musiker und Kameramann. Als Regisseur und Kameramann wirkte er an öffentlich-rechtlichen Filmproduktionen und freien Dokumentarfilmen mit, für die er mitunter auch die Musik komponierte.

## Leben und Werdegang
Schoenemond wuchs in der Vulkaneifel auf. Ab 2004 studierte er Popmusikdesign an der Popakademie Baden-Württemberg.
Im gleichen Jahr gründete er die Band MBWTEYP (My Baby Wants To Eat Your Pussy), mit der in den folgenden neun Jahren zwei Alben und zwei EPs veröffentlichte. Die Band spielte eine große Zahl an Konzerten und Festivalshows in Europa und darüber hinaus und gewann zahlreiche Preise, unter anderem wurde sie 2009 mit dem Live-Entertainment-Award als Clubkünstler des Jahres ausgezeichnet. Schoenemond trat in dieser Zeit unter dem Namen Donni Bella Luna auf.
Nach dem Ende der Band 2013 verlegte er den Fokus seiner Arbeit auf das Filmemachen. Er gründete 2014 die Filmproduktionsfirma GALLIONfilm mit der er Eigen- und Auftragsproduktion mit den Themenschwerpunkten Musik, Kultur und Stadtgesellschaft realisierte. 2017 veröffentlichte er sein Kino-Debüt, den Dokumentarfilm „Niemandsland“, über die Zukunft der verlassenen US-Kaserne Benjamin Franklin Village.
2022 dreht er als einer von drei Autoren und gleichzeitig als Kameramann im Auftrag der ARD die 6-teilige Dokumentar-Serie „Deutschrand“, einen Roadtrip durch die angeblich abgehängten ländlichen Regionen Deutschlands.

## Musik
2004 formiert sich im Umfeld der Mannheimer Popakademie die Art-Rock Band MBWTEYP. Schoenemond ist Gründungsmitglied der Gruppe und tritt unter dem Namen Donni Bella Luna als Bassist, Videoregisseur und Co-Writer in Erscheinung. Die Band erspielt sich schnell einen Ruf als exzellente Live Band und ist berüchtigt für ihre eklektisch komplexen Post-Pop Kompositionen und ihre extravaganten Live Shows. Sie treten schon nach kurzer Zeit bei großen Festivals wie Rock am Ring oder Eurockéennes auf. Udo Lindenberg sagt 2007 über MBWTEYP: „Diese Band ist wie eine große Wundertüte“.
2008 erscheint das Debütalbum „Ignorance & Vision“ und wird von Publikum und Fachpresse kontrovers aufgenommen: „Für ein Debüt ist „Ignorance & Vision“ erstaunlich, gar viel zu gewaltig. Undurchschaubar. Durcheinander. Und viel zu viel.“
In Litauen schafft es die Single „Biology is a fairytale“ in die Top 10 der Airplay-Charts. Den Musikern gelingt es in der Folge, sich einen Ruf als innovative DIY Band aufzubauen. In ihrer eigenen Medienwelt Pussy Media World veröffentlichen sie seit 2006 ein eigenes Magazin, Kunstfilme, zusätzliche Musik, Podcasts, Vlogs und User-generated content.
Ein Jahr vor dem Ende der Band, erschien 2012 das zweite Studioalbum „Writ of Eskort“.
In der Folge nimmt Schoenemond als Bassist in London das Abby Album „Friends & Enemies“ auf und gründet mit Ziggy Has Ardeur das Electronica Duo CUCUC.
Für seinen Film „Niemandsland“ (2017) schreibt und produziert er die Musik, gemeinsam mit Co-Regisseur Philipp Kohl, Jens Siefert und Tobias Schwarz.

## Film
Seit 2005 produziert Schoenemond Musikvideos für seine eigene Band MBWTEYP und andere Bands (u. a. Max Prosa, We Invented Paris, Chima feat Namika). 2019 erreicht der Song zum von ihm produzierten Musikvideo „Immer wenn wir uns sehen“ Gold-Status.
Sein Kino-Debütfilm „Niemandsland - Über die Zukunft einer verlassenen Stadt“ premiert 2017 und wird auf vielen Festivals aufgeführt, die Deutsche Film- und Medienbewertung (FBW) zeichnet ihn mit dem Prädikat „wertvoll“ aus. Eineinhalb Jahre lang hatte er gemeinsam mit Philipp Kohl dokumentiert, wie sich das Benjamin Franklin Village in Mannheim nach dem Abzug amerikanischer Truppen zunächst in eine Geisterstadt verwandelt und schließlich wieder mit Leben füllt.
2021 veröffentlicht er, gemeinsam mit Lena Paul und Aaron Tsangaris, für den Musikexpress den Dokumentarfilm „Von Ponys und Dollars“, der für den „International Music Journalism Awards“ nominiert wird. Der Film hinterfragt die Mechanismen der Kulturindustrie am Beispiel des strauchelnden Maifeld Derby und thematisiert Selbstausbeutung in der Livebranche.
Der von ihm gedrehte Film „Das Mädchen mit den langen Haaren“ (Regie: Agnes Lisa Wegner) wird 2021 mit dem renommierten Robert-Geisendörfer-Preis ausgezeichnet, der Film „Mein Wille geschehe“ (Regie: Max Damm), an dem er als Kameramann mitarbeitet erhält im gleichen Jahr den Dr Georg Schreiber Medienpreis.
2022 erscheint die 6-teilige Dokumentar-Serie „Deutschrand“ bei ARD/SWR. Gemeinsam mit den beiden Autoren Philipp Kohl, Maximilian Damm und dem Künstler David Julian Kirchner bereist Schoenemond statistisch strukturschwache deutsche Provinzen auf der Suche nach Menschen, deren Lebensentwürfen dem Land eigen und in der Stadt nicht vorstellbar wären.

## Filmografie (Auswahl)

### Regisseur
- 2017: Niemandsland – Über die Zukunft einer verlassenen Stadt
- 2018: Joris – Ich bin jetzt
- 2020: Herr Trümmer
- 2021: Von Ponys und Dollars
- 2022: DeutschRand – Stadt, Land, Kluft?

### Kamera
- 2016: Und jetzt sind wir hier (Regie: Agnes Lisa Wegner)
- 2017: Niemandsland – Über die Zukunft einer verlassenen Stadt
- 2018: Das Mädchen mit den langen Haaren (Regie: Agnes Lisa Wegner)
- 2020: 37º Grad – Mein Wille geschehe (Regie: Maximilian Damm)
- 2021: Von Ponys und Dollars
- 2022: DeutschRand – Stadt, Land, Kluft?

### Schnitt
- 2017: Niemandsland – Über die Zukunft einer verlassenen Stadt
- 2019: Arte:Re – Die Mondbrunnen von Spanien (Regie: Dietmar Klumpp)
- 2021: Von Ponys und Dollars

## Diskografie (Auswahl)
- 2008: Ignorance & Vision – MBWTEYP (LP, Ass Hammer Records)
- 2010: Grace is a beautiful thing to lose, my friend – MBWTEYP (EP, Ass Hammer Records)
- 2012: Writ of Eskort – MBWTEYP (LP, Ass Hammer Records)
- 2013: Friends & Enemies – Abby (LP, Island Records) – als Bassist